# Jakob Buser
Jakob Buser (* 3. Juli 1847 in Gelterkinden; † 19. Juni 1914 in Sissach) war ein Schweizer Bankdirektor und Politiker (FDP).

## Leben

### Familie
Jakob Buser war der Sohn des Landwirts Johann Jakob Buser und dessen Ehefrau Elisabeth (geb. Breitenstein).
Er war seit 1871 in erster Ehe mit Walpurga (geb. Reiser) († 1884) aus Dürmentingen verheiratet. Aus dieser Ehe stammte seine Tochter Serena Bangerter-Buser, die nach der Trennung der Eltern mit ihrer Schwester und ihrer Mutter nach New York ging. Nach dem Tod ihrer Mutter kehrte sie mit ihrer Schwester zu ihrem Vater zurück. Sein Enkel war der Augenarzt Alfred Bangerter.
In zweiter Ehe heiratete er 1884 Julia (geb. Bieder) aus Langenbruck.

### Werdegang
Jakob Buser besuchte die Bezirksschule und absolvierte ein Welschlandjahr, bevor er sich autodidaktisch in Sprachen, Mathematik und Recht weiterbildete.
Nach einer kaufmännischen Ausbildung wurde er 1870 Sekretär der Bezirksschreiberei Sissach (siehe Bezirk Sissach).
1879 war er Mitbegründer und bis 1914 Verwalter der Spar- und Leihkasse Sissach und ab 1900 Direktor der Volksbank (siehe Credit Suisse) Baselland.
Von 1881 bis 1887 wirkte er als Oberrichter und von 1884 bis 1887 als dessen Vizepräsident sowie von 1887 bis 1910 als Präsident des Bezirksgerichts Sissach.
1885 wurde er in der Schweizer Armee zum Major befördert und er erhielt 1889 das Kommando des Artillerieregiments 1. Seine Beförderung zum Oberstleutnant erfolgte 1893. 1894 wurde er in die Artilleriekommission bestellt. Er wurde 1899 zum Oberst der Artillerie und 1900 in den Korpsstab der IV. Armee befördert. 1907 erfolgte seine Ernennung zum Armeeparkdirektor. Er wurde 1908 Mitglied der Kommission für die General-Herzog Stiftung.

### Politisches Wirken
Jakob Buser war von 1875 bis 1881 und von 1891 bis zu seinem Tod im Baselbieter Landrat, den er in dieser Zeit siebenmal präsidierte; 1878 lehnte er seine Wahl zum Regierungsrat ab.
Vom 1. Dezember 1890 bis zum 1. November 1913 war er Nationalrat und darauf, als Nachfolger des verstorbenen Johann Jakob Stutz, vom 1. Dezember 1913 bis zu seinem Tod Ständerat.
Er war seit 1898 im Zentralvorstand der freisinnigen Landespartei vertreten und Mitglied in zahlreichen parlamentarischen Kommissionen, Vereinen und Verwaltungsräten. Er war unter anderem 1905 Präsident des Verwaltungsrats der Eisen- und Stahlwarenfabrik AG in Sissach, 1906 Präsident des Verwaltungsrats der Aktiengesellschaft Motor-Werke Berna, 1909 Präsident des Verwaltungsrats der Metall- und Armaturenwerke AG in Zürich und 1910 Vizepräsident des Verwaltungsrats des Handelsunternehmens Globus (siehe Magazine zum Globus).
Von 1906 bis 1914 war er Vertreter des Bundesrats im Bankrat der Schweizerischen Nationalbank.

### Mitgliedschaften
Jakob Buser war Mitglied im Schweizerischen Schützenverein der Carabinieri und besetzte führende Stellen im Sport- und Schützenverein, so war er unter anderem Präsident des kantonalen Turnvereins und des kantonalen Schützenvereins sowie Mitglied des Zentralkomitees des Schweizerischen Schützenvereins.
1875 war er Aktuar der Basellandschaftlichen Militärgesellschaft.